# Unconsciously Confined
Unconsciously Confined är Satanic Surfers femte studioalbum, utgivet 2002 på skivbolaget Bad Taste Records. Skivan utgavs både på CD och vinyl.

## Låtlista
1. "Forfeiture"
2. "Thoughts, Words, Action"
3. "4 a.m"
4. "PC = Potential Criminal"
5. "Bittersweet"
6. "The Sing-along Summer-song"
7. "State of Conformity"
8. "More to life"
9. "Don't Let Silence Be an Option"
10. "Aim to Please?"
11. "Pecan Pie"
12. "Up for Sale"
13. "Diversity"

### Fotnoter
1. ↑  ”Unconsciously Confined”. Discogs.com. http://www.discogs.com/Satanic-Surfers-Unconsciously-Confined/release/3272548. Läst 1 januari 2012.